# Ménilmontant
Ménilmontant è un quartiere che fa parte del XX arrondissement di Parigi. Prima villaggio e poi sobborgo (faubourg) della capitale francese, fu annesso alla città dal Barone Haussmann nel 1860.

## Storia del nome
Il suo nome proviene da Mesnil ma temps, cioè "casa del maltempo", ma nel XVI secolo mau temps fu storpiato in montant (in italiano "che si inerpica") per la sua posizione su una collina che sovrasta Parigi. Il villaggio, prima chiamato semplicemente le Mesnil o Mesnil-Montemps diventò così Mesnil-Montant.

## Ménilmontant nella cultura di massa
A Ménilmontant Jean-Jacques Rousseau fu gettato a terra da un alano il 24 ottobre 1776. L'episodio è alla base del racconto delle "passeggiate" ne Le fantasticherie del passeggiatore solitario del filosofo svizzero.
A Ménilmontant, nei pressi di una fontana battezzata per questo Aretusa, l'11 termidoro dell'anno XII della Rivoluzione francese, il poeta Pierre Colau fondò la Goguette des Bergers de Syracuse, una società cantante che accolse fra i suoi membri Gérard de Nerval e rimase in vita per almeno 40 anni.
Ménilmontant è il soggetto di diverse canzoni:
- Belleville-Ménilmontant di Aristide Bruant (1885)
- Ménilmontant di Charles Trenet (1938; poi cantata anche da Patrick Bruel nel 2002)
- La marche de Ménilmontant di Maurice Chevalier (1942)
- Rue de Ménilmontant di Camille (2005)
- Les Demoiselles de Ménilmontant di Elzef (2007)

Nel quartiere furono girati anche i seguenti film:
- Ménilmontant film sperimentale di Dimitri Kirsanoff (1926)
- Casco d'oro di Jacques Becker (1952)
- Il palloncino rosso di Albert Lamorisse (1956)

Willy Ronis fotografò la vita quotidiana di Ménilmontant dal 1930 fino alla fine degli anni sessanta del XX secolo.